# Дејвидас Маргевичијус
Дејвидас Маргевичијус (литв. Deividas Margevičius; Каунас, 26. април 1995) литвански је пливач чија специјалност су трке делфин стилом. Вишеструки је национални првак и рекордер, и учесник Олимпијских игара 2016. године.

## Спортска каријера
Маргевичијус је дебитовао на међународној сцени 2013. на европском јуниорском првенству у Познању где је пливао у финалима трка на 50 и 100 делфин (два седма места) и 4×100 мешовито (4. место), а потом и на светском јуниорском првенству у Дубаију (осмо место на 100 делфин). Годину дана касније почео је са наступима у конкуренцији сениора, а на европском првенству у Лондону 2016. успео је да као члан литванске штафете на 4×100 мешовиот избори пласман на предстојеће Олимпијске игре у Рију. Литванска штафета 4×100 мешовито је квалификације у Рију окончала на 14. месту и није успела да се пласира у финале. 
На светским првенствима у великим базенима дебитовао је у Будимпешти 2017. где се такмичио у две дисциплине — појединачно на 200 делфин (31. место) и у штафети 4×100 мешовито (17. место). Такмичио се и на првенству две године касније у корејском Квангџуу 2019 — 100 делфин (18), 4×100 мешовито (11) и 4×100 мешовито микс (18. место).